# Aridité
L’aridité est un phénomène climatique impliquant une pluviométrie faible. Dans les régions dites arides ou sèches, les précipitations sont inférieures à l'évapotranspiration potentielle (notée ETP). L'aridité étant une notion spatiale, une région peut être qualifiée d'aride et non une période. Elle est d'ailleurs marquée sur près de 30 % des terres continentales bien que répartie sur diverses latitudes. Il y a les zones arides zonales dues à la présence de la partie descendante des cellules de Hadley et les déserts non-zonaux dus à diverses causes. L’aridification est le changement de climat graduel ou brutal conduisant à une situation d'aridité.

## Définition
Malgré ces différentes classifications, on retrouve trois degrés communs à quasiment tous les indices d’aridité :
- hyper-aride (10 à 15 mm par an, en moyenne) ;
- aride (50 à 150 mm dans la zone tropicale, répartis de manière saisonnière en averses) ;
- semi-aride (rythme saisonnier, jusqu'à 500 mm de pluie).

Aridité se dit traditionnellement de ce qui est caractérisé par la sécheresse, la sécheresse fait mourir les plantes.

## Répartition

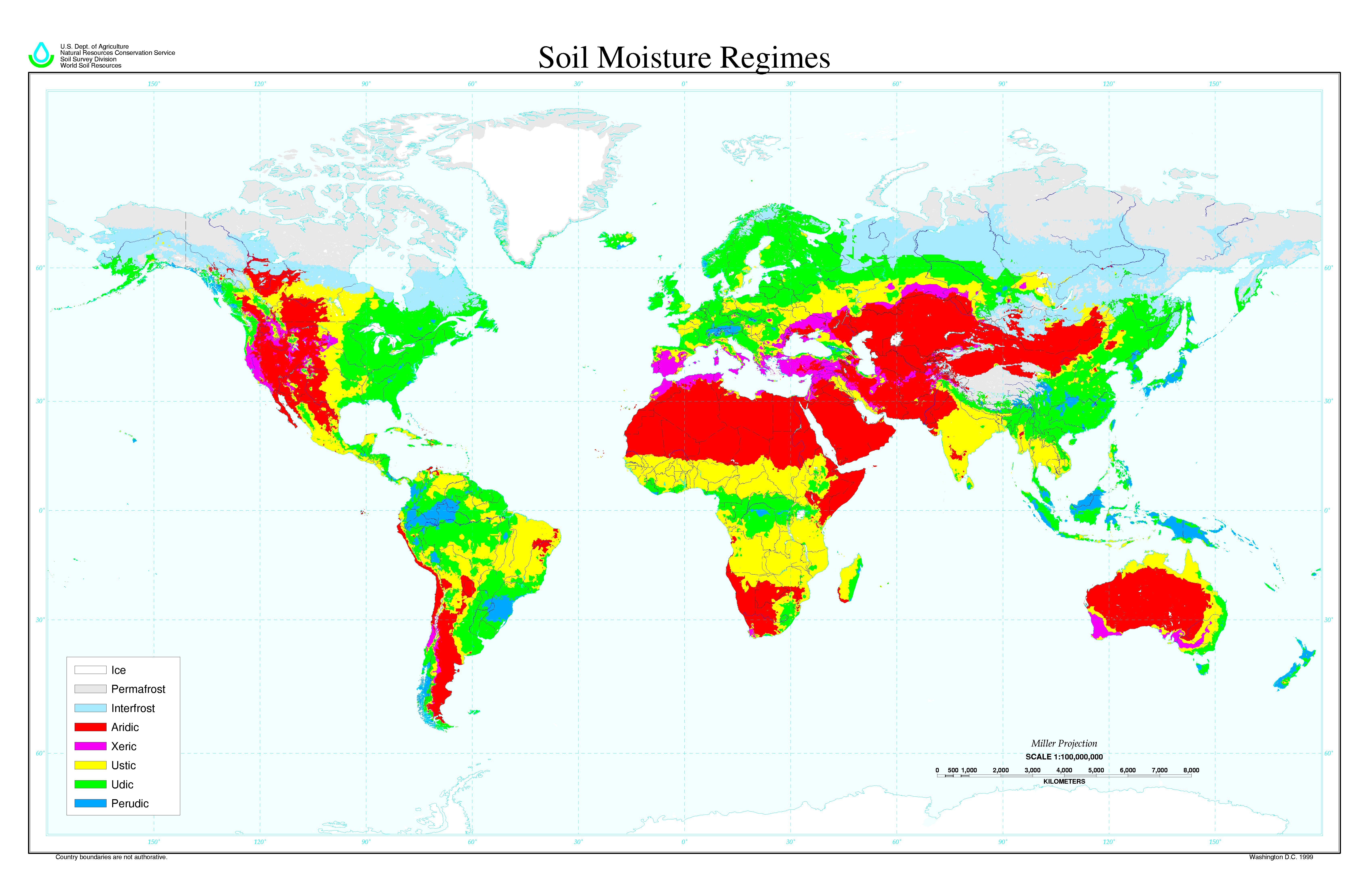
Carte de répartition mondiale des régimes d'humidité du sol selon la Taxonomie des sols de l'USDA. Aridic (en rouge) correspondant à un climat désertique et aride, décrit les sols nécessitant l'irrigation pour être utilisés pour les cultures. Les sols avec un régime d'humidité Ustic (en jaune) — correspondant à un climat semi-aride — peuvent produire des cultures pluviales, mais l'humidité y sera limitée pendant une partie de la saison de croissance.

Les déserts zonaux se retrouvent le long des tropiques :
- au niveau du tropique du Cancer : déserts Mojaves (États-Unis) et mexicains, Sahara, désert d'Arabie, d'Iran, du Thar. Le nom de l’État d'Arizona signifie zone aride ;
- au niveau du tropique du Capricorne : désert d'Atacama, du Kalahari, déserts australiens.

Les déserts non zonaux ont différentes sources : 
- zone d'ombre en aval de chaîne de montagnes : déserts américains du Grand Bassin, d'Argentine ;
- à l'intérieur des continents : déserts d'Asie centrale ;
- dus aux courants froids des façades occidentales de continent : déserts chilo-péruvien, Basse-Californie, Namib, Rio de Oro.

L'Inlandsis de l'Antarctique comme certaines zones de l'arctique ne comptent que peu de précipitations et constituent techniquement parmi les régions les plus arides au monde. Toutefois ce ne sont pas des milieux où l'eau est absente puisque figée sous forme de glace. L'absence de couverture végétale due au froid plus que l'absence d'eau fait que l'on n'associe pas forcément le climat d'inlandsis au discours habituellement dévolu à la problématique de l'aridité.

## Causes
Les zones arides ont comme caractéristique un déficit en précipitations. L'aridité est principalement causée par la crête subtropicale, celle-ci étant une ceinture d'anticyclones subtropicaux semi-permanents (déserts zonaux et côtiers). Elle peut également être due à la subsidence de l'air derrière un obstacle du relief favorisant l’effet de foehn dans les cas des déserts d'abri, ou encore à l’éloignement de la région par rapport aux côtes qui limitent l'humidité provenant des océans. Plus l'albédo (pouvoir de réflexion) est fort, plus le pouvoir absorbant est faible et les rayonnements sont renvoyés vers l'espace. Dans le cas d'un domaine aride, l'albédo est très élevé et beaucoup de l'énergie solaire est renvoyé, privant ainsi la végétation d'un développement potentiel tout en servant à réchauffer l'air ce qui favorise l’évapotranspiration à l’aridification.

## Conséquences

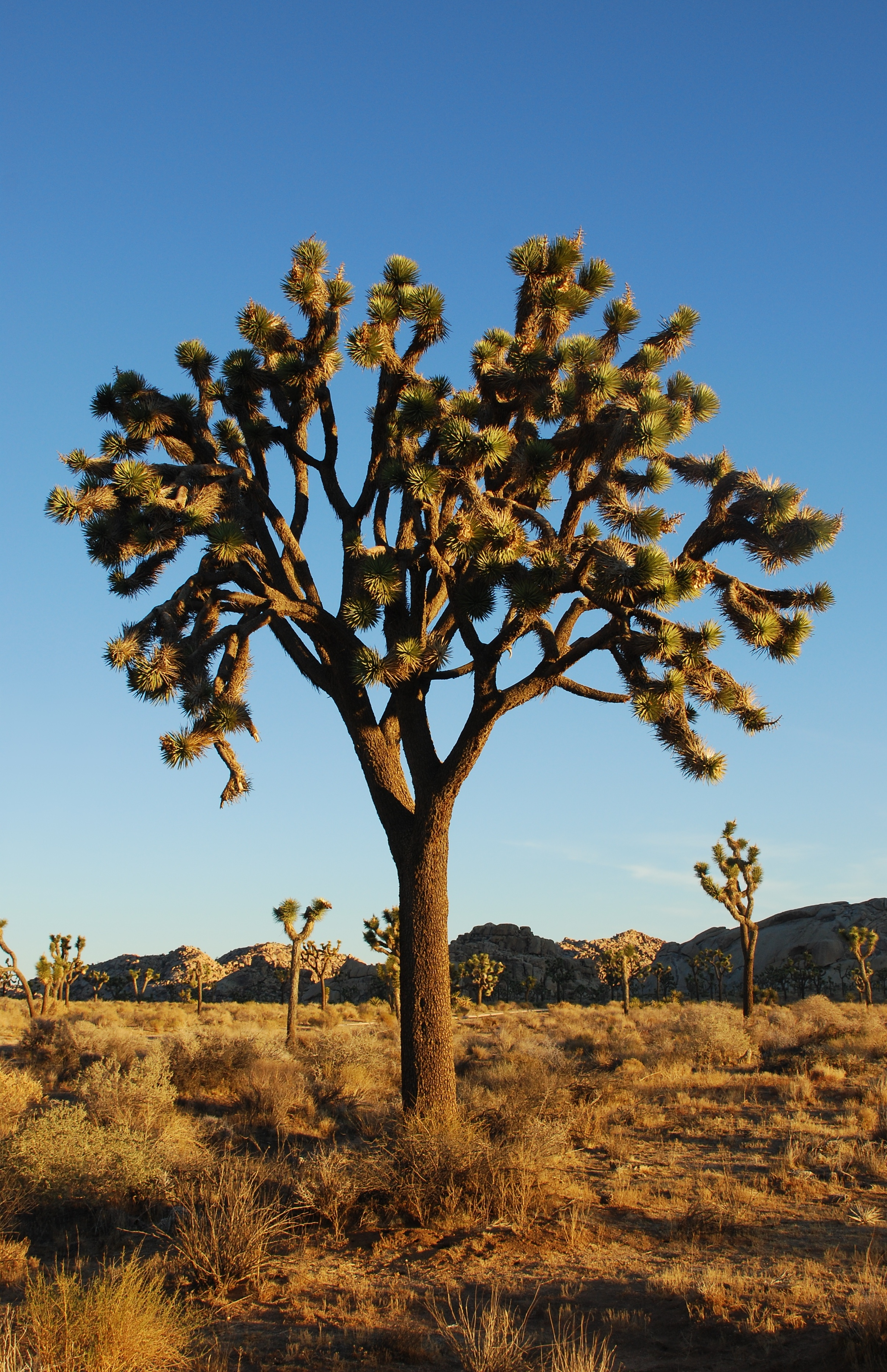
Un exemple d'organisme vivant dans des milieux très pauvres en eau : l'arbre de Josué Yucca brevifolia, une plante xérophile du Désert de Mojave, aux États-Unis.

Au niveau du sol, l’aridité donne une raréfaction des êtres vivants ainsi qu'une adaptation de ces derniers à ces conditions xériques. Elle cause des lacunes hydrologiques : précipitations faibles et irrégulières, réseaux hydrographiques peu nombreux. Finalement, il y a un processus d’érosion par le vent et d’accumulation accélérée des sables accompagné d'un appauvrissement des sols et le manque d'eau.

## Indices
Le calcul d'un indice d'aridité, au même titre que la classification des climats, a toujours été un sujet de recherche en climatologie. Il existe une multitude d'indices et de formules, certaines basées sur des critères climatologiques, d'autres biogéographiques. Parmi tous ces indices, les plus connus restent ceux d'Emmanuel de Martonne (1926 à 1941), de Charles Warren Thornthwaite (1948), et de Bagnouls et Gaussen (1953 à 1957).

### Indice de Gaussen
Selon Gaussen, un mois est dit aride, quand : {\displaystyle P<{2\times T}}
(P : précipitations totales en millimètres sur 1 mois, T : température moyenne en °C sur le même mois)
Cet indice est très utile quant à l'utilisation d'un diagramme ombrothermique, ce dernier toujours construit sur le modèle d'échelle : 1 °C = 2 mm.

### Indice d'aridité de Martonne
L’indice d'aridité de Martonne, noté I, cet indice permet de déterminer le degré d'aridité d'une région.
Pour le calculer, on utilise la formule {\displaystyle I={\frac {P}{T+10}}} où P désigne les précipitations totales annuelles et T la température moyenne annuelle ; et, pour un mois : {\displaystyle I={\frac {12p}{t+10}}} où p désigne les précipitations totales mensuelles et t la température moyenne mensuelles.
| {\displaystyle I=0}                 | |
| Régions hyperarides Déserts absolus | (Atacama (Chili) Reg du Tanezrouft (Sahara) vallée de la Mort)                                                                      |
| {\displaystyle I=5}                 | |
| Régions arides Régions désertiques  | Sahara Les déserts d'Arizona et de Sonora Dacht-e Kavir, Désespoir (Iran) Désert du Thar (Inde) Désert de Tabernas (près d'Almería) |
| {\displaystyle I=10}                | |
| Régions semi-arides                 | Sahel Kalahari Chaco (Argentine) Nordeste (Brésil)                                                                                  |
| {\displaystyle I=20}                | |
| Régions semi-humides                | |
| {\displaystyle I=30}                | |
| Régions humides                     | |
| {\displaystyle I=55}                | |

### Sources
- Le dictionnaire français de l'hydrologique, agréé par le CNFSH (Comité National Français des Sciences Hydrologiques)
- Pinot Jean-Pierre, Vocabulaire de géomorphologie (Base Voca de l’Institut océanographique, anciennement publié sur www.oceano.org/io/voca/)
- Pierre Davoust, Écosociosystèmes
- Informations scientifiques et techniques sur les zones arides